# Братовчеде, братовчедке
„Братовчеде, братовчедке“ (на френски: Cousin, cousine) е френски филм от 1975 година, романтична комедия на режисьора Жан-Шарл Текела по негов сценарий в съавторство с Даниел Томпсон.
Действието започва със сватбата на възрастна двойка, на която се запознават дъщерята на булката и племенник на младоженеца. Изправени пред неразбирането и изневерите на своите съпрузи, през следващите години двамата развиват приятелска, а след това и любовна връзка. Главните роли се изпълняват от Мари-Кристин Баро, Виктор Лану, Мари-Франс Пизие, Ги Маршан.
„Братовчеде, братовчедке“ е номиниран за „Сезар“ за най-добър филм и за „Оскар“ и „Златен глобус“ за чуждоезичен филм.